# 皮爾瓦伊利亞山
13°33′33″S 74°35′29″W / 13.55917°S 74.59139°W
皮爾瓦伊利亞山（Pirhuaylla），是秘魯的山峰，位於該國中南部阿亞庫喬大區，由坎加約省的帕拉斯區負責管轄，屬於安地斯山脈的一部分，海拔高度4,158米。